# Dicranomyia chazeaui
Dicranomyia chazeaui là một loài ruồi trong họ Limoniidae. Chúng phân bố ở miền Australasia.